# Allée Jean-Sablon
Ne doit pas être confondu avec Promenade Germaine-Sablon.
L'allée Jean-Sablon est une voie située dans le quartier de la Muette du 16e arrondissement de Paris.

## Situation et accès

Plan du jardin du Ranelagh. L'allée est au sud.

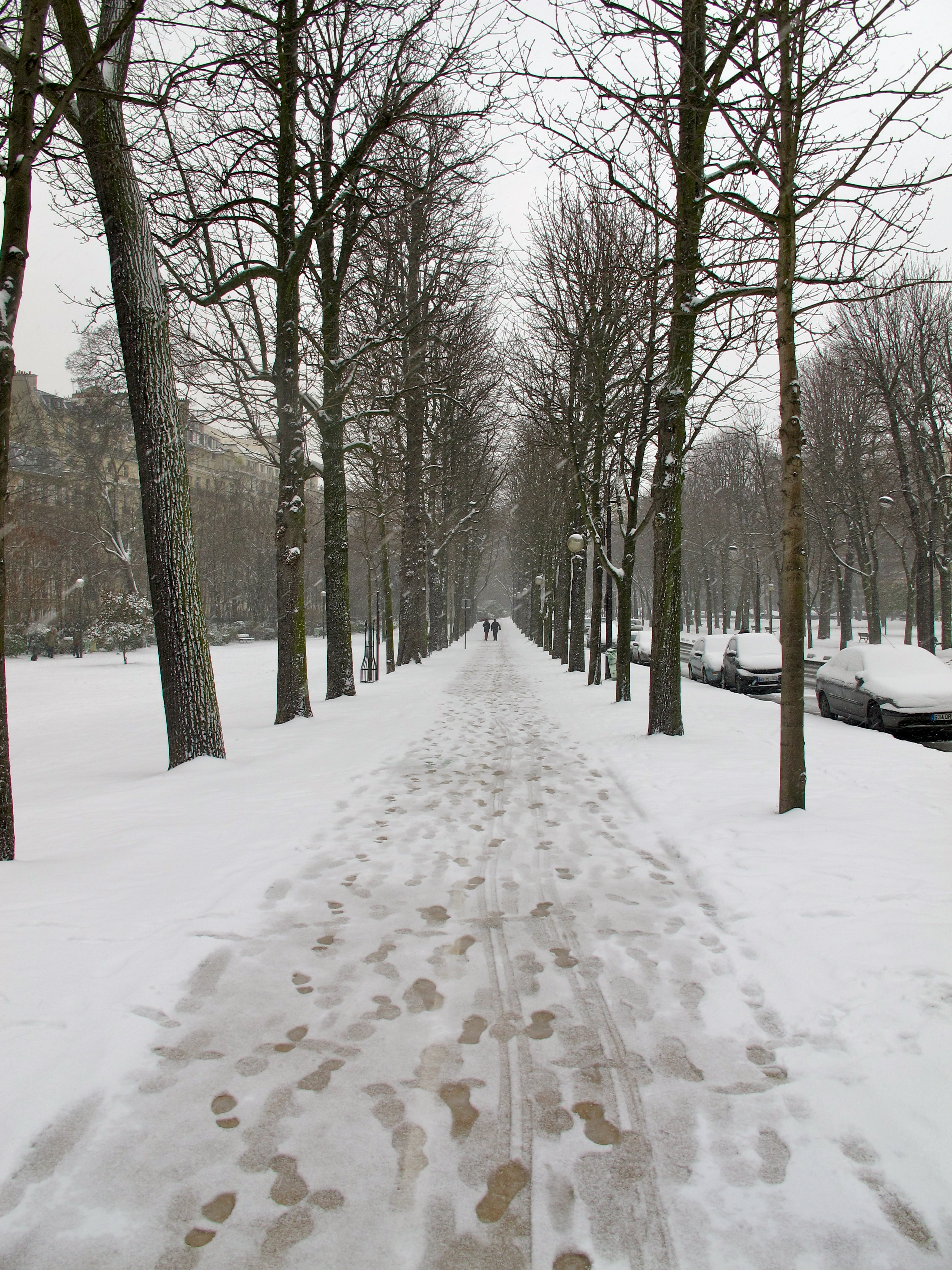
Sous la neige.

Cette allée est située le long, côté sud, de l'avenue Ingres, dans le jardin du Ranelagh.
L'allée Jean-Sablon est desservie par la ligne 9 aux stations La Muette et Ranelagh.

## Origine du nom
Elle porte le nom du chanteur et musicien Jean Sablon (1906-1994), frère de Germaine Sablon.

## Historique
Elle prend sa dénomination actuelle par un arrêté municipal en date du 6 janvier 2003. 

## Bâtiments remarquables et lieux de mémoire
- Le jardin du Ranelagh.